# Charlotte Rohrbach
Charlotte Rohrbach (* 21. März 1902 in Malschöwen bei Allenstein in Ostpreußen; † 1. Februar 1981 in Pöcking) war eine deutsche Fotografin.

## Leben und Werk
Sie erhielt ihre fotografische Ausbildung beim Lette-Verein in Berlin. Sie fotografierte für Reportagen, unter anderem entstanden ab 1934 erste Modefotografien für „Die Dame“. Berühmt wurde sie mit ihren Aufnahmen der Werke Arno Brekers.
Ihre Fotografien wurden in Zeitschriften wie Die Kunst im Dritten Reich und auch in Buchform veröffentlicht. Charlotte Rohrbach hat es wie kaum eine andere Fotografin ihrer Zeit verstanden, in der Schwarz-Weiß-Fotografie neue Maßstäbe zu setzen. Sie wurde als Fotografin oft mit der Regisseurin Leni Riefenstahl verglichen. Rohrbach konnte mit ihrer zurückhaltenden Art jedoch keine ähnliche offizielle Rolle in der NS-Zeit einnehmen wie ihre berühmte Kollegin. 1942 beteiligte sie sich an der SS-Hetzschrift „Der Untermensch“.
Nach dem Krieg war sie ständige Mitarbeiterin bei Film und Frau sowie Cheffotografin bei A&W Architektur & Wohnen. Ab 1972 erhielt Rohrbach vom Arno Breker-Editeur Joe F. Bodenstein den Auftrag, weiter das künstlerische Werk des Bildhauers in Schwarz-Weiß festzuhalten. Die Verwertungsgemeinschaft Marco-VG in Bonn erwarb Teile des Rohrbach-Archivs mit Veröffentlichungsrecht aller von ihr geschaffenen Fotos „Kunst- und Kultur-Dokumentation“.

Charlotte Rohrbach war mit dem deutschen Flugzeugkonstrukteur Adolf Rohrbach (* 1889; † 1939) verheiratet. Ihre gemeinsame Grabstätte mit dem Steinrelief Ikarus von Arno Breker befindet sich auf dem Südwestkirchhof Stahnsdorf. Breker gehörte zum Freundeskreis des Ehepaars.

## Totenmaske Liebermann
Die lebenslange Künstlerfreundschaft Charlotte Rohrbach und Breker begann Anfang der 1930er Jahre, als der junge Künstler im November 1933 von Paris nach Berlin übersiedelte. Sie fotografierte auf Wunsch Brekers die Totenmaske Liebermanns, die Breker in der NS-Zeit im Berliner Sterbezimmer des berühmten Malers abgenommen hatte. Ein Bronzeguss der Maske befindet sich im Jüdischen Museum Berlin.

## Publikationen
- Werner March: Bauwerk Reichssportfeld. Aufnahmen von Charlotte Rohrbach. Deutscher Kunstverlag, Berlin 1936.
- Ewald König (Hrsg.): Arno Breker. Lichtbilder von Charlotte Rohrbach mit einer Einführung von Werner Rittich. Verlag der Deutschen Arbeitsfront, Paris 1943.
- Ludwig Emanuel Reindl: Arno Breker. Aufnahmen von Charlotte Rohrbach. Film-Foto-Verlag, Berlin; K. Giegler's Buchhandlung, Leipzig 1944.